# Paraligaria malawica
Paraligaria malawica är en bönsyrseart som beskrevs av Max Beier 1969. Paraligaria malawica ingår i släktet Paraligaria och familjen Mantidae. Inga underarter finns listade i Catalogue of Life.